# Glenrowan
Glenrowan is een plaats in de Australische deelstaat Victoria en telt 952 inwoners (2006).
Vooral bekend door het laatste vuurgevecht Ned Kelly.